# Alozaina
Alozaina  es un municipio español de la provincia de Málaga, Andalucía. En el año 2022 contaba con 2089 habitantes. Su extensión superficial es de 33,85 km² y tiene una densidad de 61,71 hab/km². Se encuentra situado en la comarca de la Sierra de las Nieves a una altitud de 368 metros, y a 50 kilómetros de la capital de provincia, Málaga.

## Etimología y gentilicio
El nombre del pueblo tiene origen árabe y significa "pequeño castillo".
El gentilicio de los habitantes de este pueblo es pechero o pechera. Los pecheros eran un grupo importante del reino, el cual pagaba un tributo al rey, al cual le trabajaban tierras, por lo que le pagaban para que les mantuviesen vigente en este trabajo.

## Clima
El clima de Alozaina es un clima mediterráneo típico. Se caracteriza por tener un régimen estacional bastante regular, ya que cuenta con veranos cálidos y secos e inviernos moderadamente frescos con precipitaciones escasas. En primavera y otoño las temperaturas suelen ser suaves y moderadamente cálidas hacia la segunda mitad de la primavera y primera mitad del otoño. La temperatura media anual está en torno a los  18 °C.

## Flora y fauna
El municipio de Alozaina  abarca parte del parque nacional de la Sierra de las Nieves. Este parque  poseen una gran riqueza natural, con infinidad de especies animales y vegetales. La especie vegetal más destacada es el pinsapo, mientras que en la fauna se pueden destacar la cabra montés o la nutria.

## Historia

### Prehistoria
Del Paleolítico Superior (periodo Solutrense) data un pequeño idolillo en forma de huso, que se conserva en el Museo Provincial de Málaga, que atestigua también la presencia del hombre durante el Neolítico y épocas posteriores. Del Neolítico son los restos de la zona denominada “la llaná”, donde existía un poblado con una necrópolis muy amplia, pero ya devastada de la que sólo quedan 3 tumbas en buen estado de conservación.
En la "Cueva de la Mesa" se descubrió un enterramiento y dos trompetillas de oro de la Edad de Bronce, que se encuentran en el Museo Arqueológico de Málaga. De la época de los iberos, tal vez fenicios, se han encontrado tumbas con vasijas decoradas y otros objetos.

### Edad Antigua
Existen vestigios urbanos romanos, encontrándose en el paraje de Ardite asentamientos de familias que habitaban la zona de forma estable pero sin llegar a conformar una urbe, con lo que se supone prestaban servicios a los viajeros que utilizaban esta zona como descanso en la ruta hacia Acinipo (Ronda) o hacia Cartima o Malaca, buscando la salida al mar. Estos pobladores tenían como forma de vida la agricultura y la ganadería a pequeña escala. Aún se vislumbra lo que fue una pequeña necrópolis en el denominado Cerro de Ardite.
Los romanos también dejaron su huella en el partido del Monte (zona de Albar), donde se encontraron una columna y una especie de ara, y en la zona del Valentín también es rica en restos romanos y árabes. Han aparecido ánforas en Italia firmadas por alfareros de estas tierras que supuestamente las utilizaban para comerciar con ellas o llenarlas de aceite para alimentar al Imperio, aunque no se han encontrado restos de molino de esta época, aunque posiblemente hayan existido.

### Edad Media

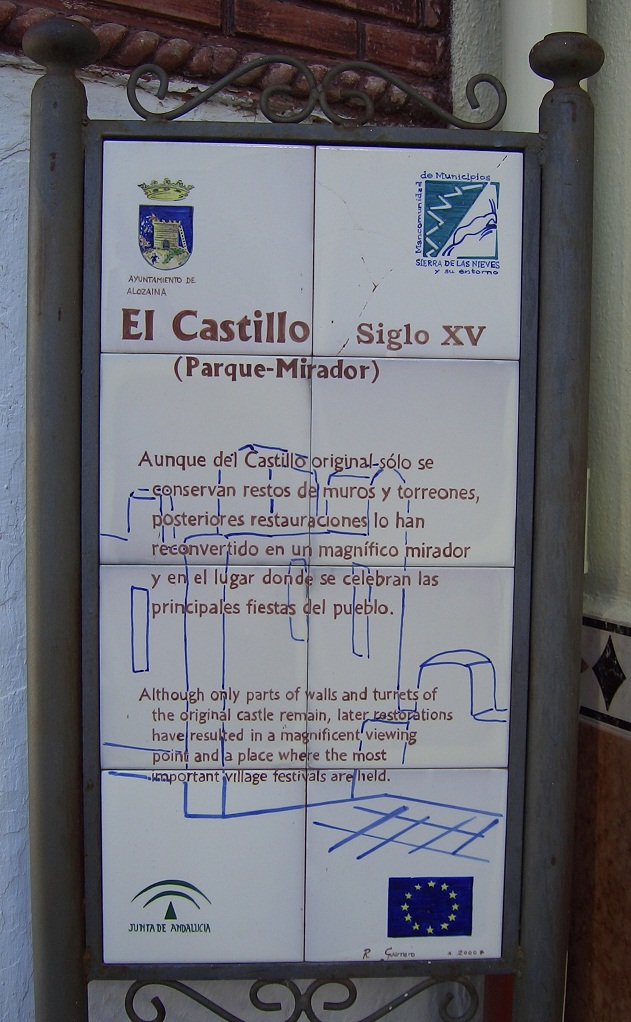
Cartel informativo del castillo del de Alozaina. Foto sacada en 2005.

Con la llegada de los musulmanes se construyen las atalayas de Ardite y de "Aloçaina", que se convertiría en una pequeña fortaleza, origen de la villa y que dio nombre al pueblo.
La presencia musulmana es mucho más evidente, y en el s. VIII ya se habían introducido explotaciones agrícolas en su alfoz. La población cuenta con el gentilicio de “pecheros” y que está en contraposición al de los habitantes de la vecina Casarabonela, conocidos como “moriscos”. Estos apelativos tienen su origen en la conquista por los Reyes Católicos. Rendida Álora y tomada aquella baja zona, también por esas fechas cae Alozaina, el 20 de junio de 1484. Comoquiera que el término fue repoblado con gentes venidas de fuera, además de los que se quedaron y no participaron en ninguna revuelta, todos a su vez tuvieron en cierta medida bienes y haciendas, por los que tenían que pagar “pecho” o tributo. Es decir, que con el vocablo “pechero” se denominaba a todos los súbditos de la Corona que no eran nobles y, por tanto, no estaban exentos de tributos. El término “pechero” se atribuyó a las gentes de Alozaina porque eran fieles en los pagos.
En efecto, terminada la campaña de Álora con la toma de la plaza el veinte de junio de 1484 por los Reyes Católicos, estos deciden continuar la lucha por la garbía malagueña, dirigiéndose hacia Casarabonela, que opone resistencia, llegándose a luchar en las huertas de su alfoz con grave quebranto para las tropas cristianas. El rey se rehace en Álora y envía al Conde de Belalcázar para que pacifique la zona, mientras él se dirige hacia Alozaina que había ofrecido su rendición, junto con Jorox, al Marqués de Cádiz, mediante cartas que suscribieron los Alfaquíes de la villa, atemorizados por el asalto y rendición en Álora.
Se realizan las ceremonias de entrega de la villa y el rey vuelve a su Real en Álora. Entretanto el conde de Balalcázar sigue intentando pacificar el Alfoz de Casarabonela pero en una de las escaramuzas es herido de muerte. Las consecuencias no se hacen esperar y la villa de Alozaina es incendiada, talados los campos, entre otros los muy productivos de Ardite, y arrasadas las cosechas. Alozaina se despuebla y así permanecerá algún tiempo. Es el destino de muchos lugares reconquistados, ocupación, destrucción y posterior repoblación por cristianos viejos a los que se les entrega tierras y bienes. Así se va creando la nueva villa de Alozaina, ya como asentamiento abierto alrededor de los restos de su castillo.

### Edad Moderna
Surge en el siglo XVI la rebelión de los moriscos y Alozaina protagoniza un notable suceso en las escaramuzas y luchas que van sucediéndose hasta ser totalmente dominada.
En abril de 1570, informado Abén Aboo, cabecilla de la rebelión, de los acontecimientos de Ronda, envía a su hermano El Galip para que encabece la algarada desde la Axarquía hasta la Serranía de Ronda. El Galip cae preso en Álora y es condenado a muerte. Los monfíes rondeños se reúnen en Tolox y saquean Alozaina el siete de julio de 1570. Los socorros no tardan en llegar, pero no pueden evitar la destrucción de varias viviendas.

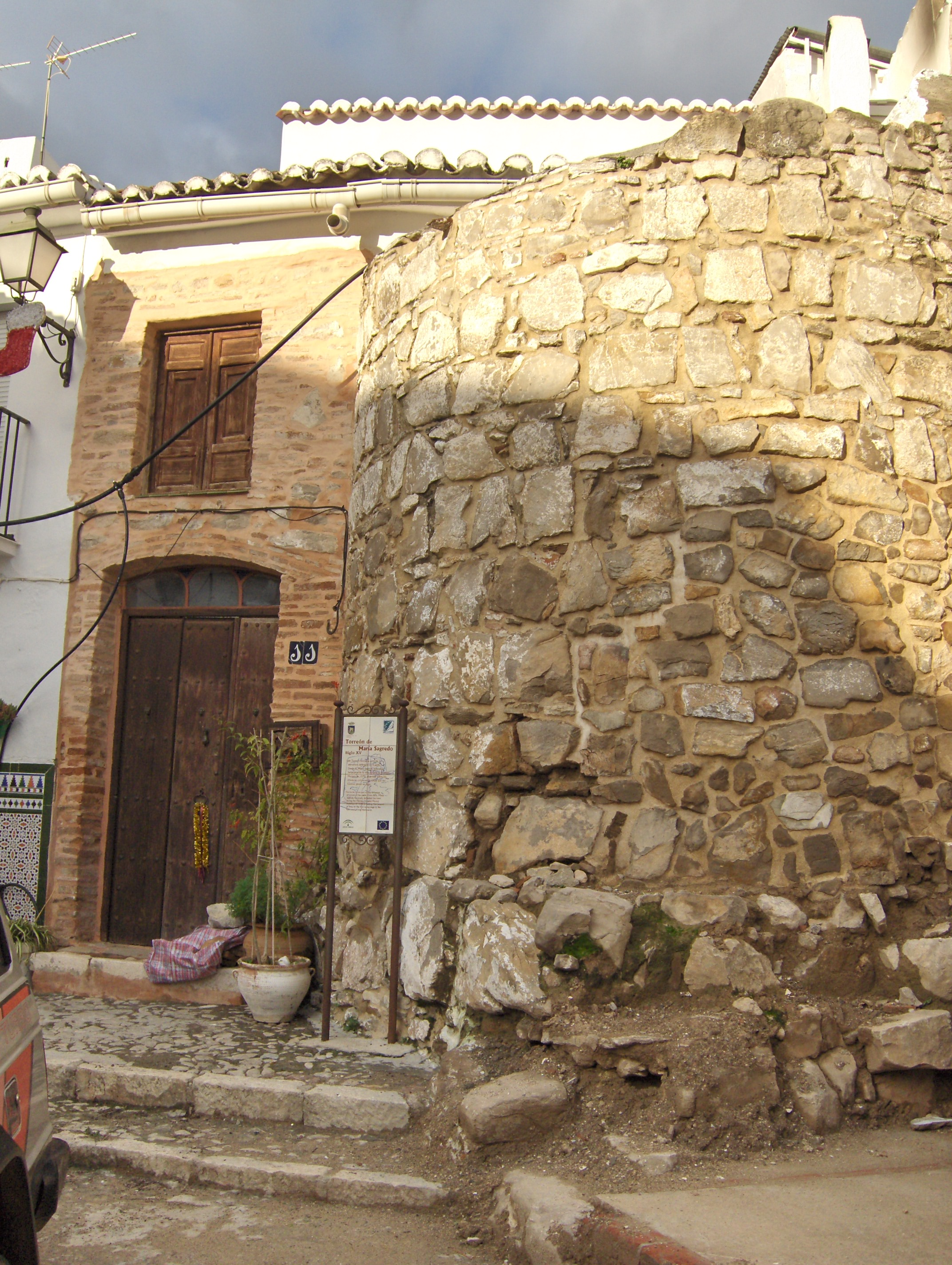
Torreón de María Sagredo.

El cinco de julio se juntan aguardando la llegada de El Galip, en Tolox, tres mil hombres acaudillados por Alfor, Lorenzo Alfaquí y el Jubeli y se acuerda marchar sobre Alozaina, que estaba habitada por cristianos, avanzando por el camino de Yunquera, y quedan emboscados y preparados para el ataque el siete de julio. El jueves, ocho de julio, según Mármol Carvajal bajan hacia la villa formando escuadrones aparentando ser cristianos que venían de El Burgo, engañando a los observadores que trabajaban los campos. Sin embargo hay unas escaramuzas con dos segadores y cunde la alarma. Empiezan a tocar las campanas a rebato y acuden dos escuderos, pues el resto estaban en Coín. Mientras uno va en busca de socorro, el otro, Ginés Martín, se apresta a la defensa. Recurre a las mujeres y niños y algunos hombres que encuentra, ya que casi todos estaban trabajando. Las mujeres asumen el papel de defensores, vistiendo ropas y sombreros masculinos y colocándose visibles, para dar sensación de alerta y defensa. Los moriscos se reparten y atacan, caen diecisiete de ellos y heridos más de setenta.
María Sagredo ve caer a su padre Martín Domínguez, y peleando como esforzado varón defiende una torre por la que ya escalaban los atacantes. Da muerte a un morisco e hiere a otros muchos. Viendo que no consigue detenerlos les arroja unas colmenas que allí había, de las que se desprende un enjambre de abejas que ataca y persigue a los sitiadores. Aquella misma tarde llegaron socorros y Arévalo de Zuazo llega al día siguiente y deja guarnecida la villa con soldados.
Felipe II premia a esta heroína nombrándola Alférez de los Tercios Españoles con graduación y empleo y dándole heredades en Jorox como dote para su casamiento, como antes reseñábamos.

### Edad Contemporánea
A mediados del siglo XIX la villa de Alozaina vivió una época muy prospera. Tenía cerca de 4000 habitantes y se editaba un periódico, El Reformista Administrativo, que dirigía F. Martín de la Curz. Contaba, además con tres librerías y otros tantos corresponsales del periódico y dos médicos. En el terreno industrial, existían dos molinos de zumaque, nueve de aceite y seis de harina. La afición a la música era tal que, aparte de nuestra ilustre Banda, se fundó un coro parroquial y se hacían representaciones de zarzuelas.

## Geografía humana

### Demografía
Cuenta con una población de 2130 habitantes (INE 2024).
| Gráfica de evolución demográfica de Alozaina entre 1842 y 2021                                                        |
| |
| Población de derecho según los censos de población del INE. Población de hecho según los censos de población del INE. |

### Transporte público
Alozaina no está integrado formalmente en el Consorcio de Transporte Metropolitano del Área de Málaga, aunque las siguientes líneas de autobuses interurbanos operan en su territorio:
| Línea | Trayecto                           | Información        |
| ----- | ---------------------------------- | ------------------ |
| M-333 | Málaga-Zalea-Casarabonela-Alozaina | Horarios y Paradas |

### Economía

#### Evolución de la deuda viva municipal
| Gráfica de evolución de Deuda viva del Ayuntamiento de Alozaina entre 2008 y 2019                                |
| |
| Deuda viva del Ayuntamiento de Alozaina en miles de Euros según datos del Ministerio de Hacienda y Ad. Públicas. |

## Política y administración
La administración política del municipio se realiza a través de un Ayuntamiento de gestión democrática cuyos componentes se eligen cada cuatro años por sufragio universal. El censo electoral está compuesto por todos los residentes empadronados en Alozaina mayores de 18 años y nacionales de España y de los restantes Estados miembros de la Unión Europea. Según lo dispuesto en la Ley del Régimen Electoral General, que establece el número de concejales elegibles en función de la población del municipio, la Corporación Municipal de Colmenar está formada por 11 concejales. En la legislatura vigente (2007-2011), el Partido Socialista Obrero Español de Andalucía tiene 7 concejales frente a 4 que tiene Izquierda Unida Los Verdes-Convocatoria por Andalucía (IULV-CA).

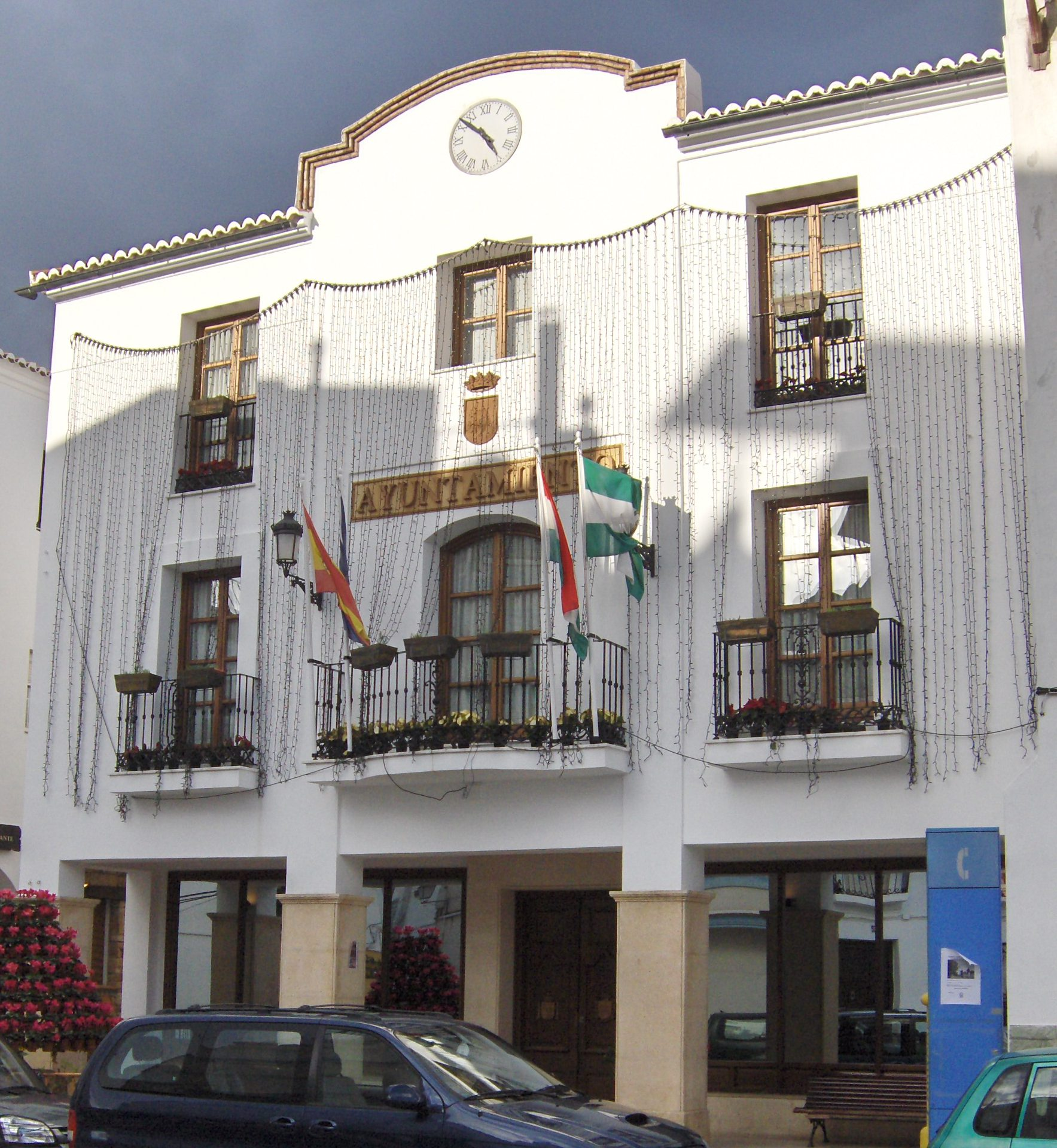
Ayuntamiento de Alozaina.

| Periodo   | Nombre                                     | Partido        |
| --------- | ------------------------------------------ | -------------- |
| 1979-1983 | Enrique Enríquez del Río                   | PSOE-A         |
| 1983-1987 | José Roja Sánchez                          | PSOE-A         |
| 1987-1991 | José Roja Sánchez Antonio Blanco Cueto     | PSOE-A IULV-CA |
| 1991-1995 | Antonio Blanco Cueto                       | IULV-CA        |
| 1995-1999 | Antonio Blanco Cueto                       | IULV-CA        |
| 1999-2003 | Antonio Blanco Cueto                       | IULV-CA        |
| 2003-2007 | Antonio Blanco Cueto                       | IULV-CA        |
| 2007-2011 | Francisco Guzmán Pardo Antonio Pérez Rueda | PSOE-A         |
| 2011-2015 | Antonio Pérez Rueda                        | PSOE-A         |
| 2015-2019 | Antonio Pérez Rueda                        | PSOE-A         |
| 2019-2023 | Antonio Pérez Rueda                        | PSOE-A         |
| 2023-act. | Antonio Pérez Rueda                        | PSOE-A         |

## Monumentos

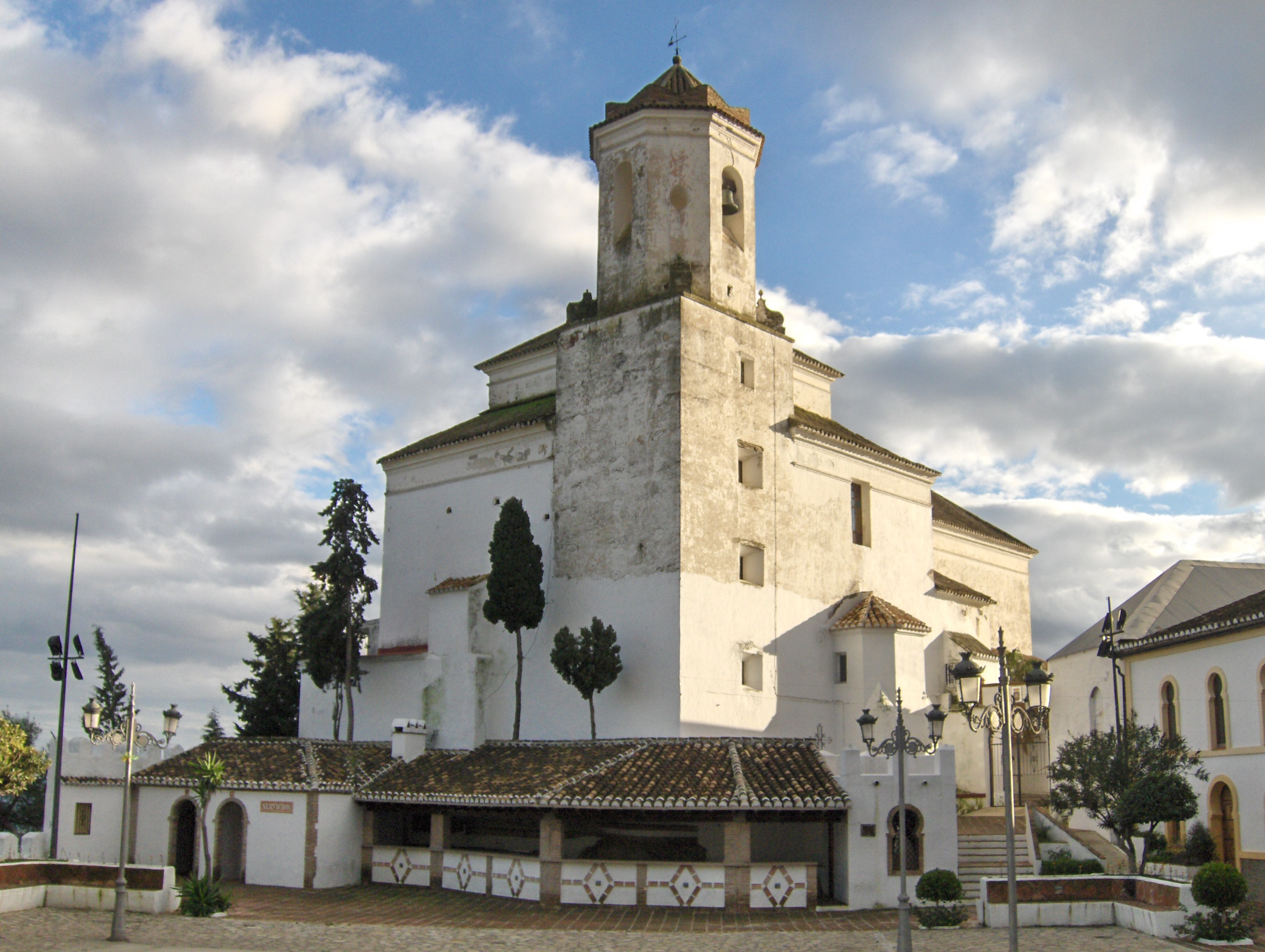
Iglesia de Santa Ana.

Las estructuras arquitectónicas que se pueden apreciar en el municipio dentro del casco urbano, es la iglesia parroquial de San Ana, una arquitectura de finales del siglo XVIII, se cree que se inició a construir en el siglo XVI, pero su estilo es del siglo XVIII. Su planta es de cruz latina y su interior está resuelto en una sola nave con una consistente cubierta de madera. Tiene una fachada de ladrillo rojo con arco de medio punto sobre pilastras toscazas, que es lo más destacado de la fachada, en la que puede observarse una inscripción en azulejos que rememora la conquista del pueblo en 1484. La torre es de planta cuadrada y se torna octogonal en el cuerpo de campanas.
También se puede visitar el Arco de Alozaina, ubicado a la entrada del pueblo y construido en el año 1951, que es en la actualidad uno de los elementos más significativos del municipio, probablemente porque es considerado como un homenaje a la época morisca.
Sobresale en el pueblo el castillo que tiene como nombre María Sagredo, quien fue la heroína que defendió el pueblo de la incursión morisca con gran valor. De su estructura primigenia sólo quedan parte de una torre y restos de la muralla, lo demás es fruto de la reconstrucción realizada a mediados del siglo XX, que permitió recuperarlo para uso ciudadano. Además del sentido histórico que posee, el castillo es un excelente mirador desde el que se puede apreciar la Hoya de Málaga.
A dos kilómetros del casco urbano de Alozaina, en dirección hacia Casarabonela, en los Hoyos de los Peñones, se encuentra uno de los pocos vestigios que existen en el sur de la Península de la época mozárabe: una celda eremítica excavada en una roca en torno a los siglos IX y X, en cuyos alrededores también hay numerosas tumbas.

## Cultura
Alozaina cuenta con: 
- Un coro rociero, el cual interviene sobre todo en la romería de Jorox, ya que este se encarga de recitar y cantar las comparsas típicas de esta aldea.
- Un grupo de baile, el cual prepara a todo el que quiera para su actuación el día de Andalucía o en las ferias patronales.
- La Banda de Música de Alozaina, la más antigua de la provincia de Málaga, la cual se fundó en 1864 gracias a la iniciativa del maestro Francisco Sánchez.
- Un grupo de teatro llamado Grupo de La Pasión, jóvenes que desde 1987 rescatan una tradición perdida tras la Guerra Civil: La representación de la Pasión en vivo cada Semana Santa.
- La asociación de mujeres El Albar, creada para promover la igualdad de género y la equidad, sensibilizando así la erradicación de la violencia de género e incentivar la solidaridad

## Gastronomía
La gastronomía en Alozaina es rica y variada, lo que la hace especia en toda la provincia de Málaga.
El plato que más destaca en Alozaina son las aceitunas aliñadas, las cuales están bastante reconocidas gastronómicamente.
De entre la numerosa gastronomía presente en el municipio, podemos destacar el potaje con bacalao, la porra con huevo, el pan de higo o los rosquillos fritos con azúcar.

## Festividades
- A finales del mes de febrero se celebra el Carnaval de la Harina, primer carnaval de la Serranía y bastante reconocido por su singular fiesta que inaugura este carnaval.

Esta celebración también se la conoce como la fiesta del harineo, ya que, además de los tradicionales concursos de disfraces y coplas de carnaval que tienen lugar en la plaza principal durante la noche del sábado, los vecinos de Alozaina y visitantes se atavían con bolsas llenas de harina para ‘blanquear’ a quien se encuentren a su paso. Cuidado con la vestimenta que eliges, que a buen seguro saldrás lleno de harina hasta los ojos.
La tradición cuenta que esta forma de celebrar el carnaval viene de una antigua costumbre, en la cual los mozos del pueblo harineaban a las mozas en busca de “noviería”. Si la pretendida mostraba interés por el mozo, le contestaba cubriéndolo de harina. En estas fiestas, además, es típico “el baile de la rueda” y el entierro de la sardina.
- A principios del mes de mayo se celebra en Alozaina, coincidiendo con las “Cruces de Mayo”, se festeja la romería de la Santa Cruz, en la villa de Jorox. Una fiesta que data del año 1949 y, desde entonces, siempre tiene lugar el primer domingo de mayo.

La peregrinación consiste en subir desde Alozaina hasta Jorox, donde se encuentra la ermita y en su interior el Cristo de la Veracruz, que se procesiona en Semana Santa, siendo trasladado a la Iglesia de Santa Ana el sábado anterior al Domingo de Ramos y devuelto a su lugar de culto el domingo siguiente al de Resurrección.
El sábado por la tarde, los vecinos engalanan las cruces con flores y adornos de croché que quedan expuestas en las calles para el disfrute de todos. El domingo por la mañana, se celebra la romería, la Santa Cruz de espejo y cristal que ha sido cuidadosamente adornada con flores, es trasladada en una carroza hasta Jorox. Una vez en la ermita de la Santa Cruz se celebra una Misa Rociera y después cada familia o grupo de amigos se reúne para pasar un día de convivencia en el campo.
No falta la comida, la música y el tradicional baile de Alozaina “Los Fandangos de Jorox”.
- En mayo también se festeja la "Rebelión Morisca y la defensa de María Sagredo", una heroína adolescente heroína que defendió a su pueblo mediante su ingenio: en esta fiesta los propios vecinos del pueblo representan dicha escena, sintiéndose orgullosos de su heroína y festejando este triunfo de 1570.
- A finales del mes de julio, Alozaina inaugura las ferias de verano en la Sierra de las Nieves con la Feria de Santiago y Santa Ana. Estas fiestas patronales tienen lugar los días 25 y 26 de julio.

La feria comienza con el tradicional chupinazo y  un espectáculo de fuegos artificiales. La feria nocturna se desarrollará en el Parque Mirador, lugar emblemático de Alozaina, donde se podrá disfrutar de música y baile hasta el amanecer.
Entre los actos religiosos, que en este tipo de celebraciones se entremezclan con los paganos, hay que destacar la procesión de Santiago el sábado 25 y la de Santa Ana el domingo 26, cuya imagen es portada únicamente por mujeres.
Unos días festivos en los que se han organizado también concursos y competiciones deportivas, conciertos y la tradicional feria de ganado.
El punto final a estos días de feria lo pondrá una ruidosa traca de madrugada.
- La última semana de septiembre, Alozaina, rinde cortesía a la fruta del olivo, la aceituna. Una feria que esta dedicada también a la Virgen María, puesto que el día 12, el pueblo celebra la onomástica de Señora con la procesión de la Virgen Inmaculada, en esta fiesta se degusta dicha fruta y se disfruta con cánticos y sardanas.

## Leyenda del escudo de Alozaina
El escudo de este pueblo hace homenaje a María Sagredo una heroína adolescente que en el año 1570 venció al enemigo que hostigaba Alozaina con la mejor de las armas, el ingenio. 
En el año 1570, la localidad de Alozaina vivió una batalla épica en la que una heroína adolescente repelió el cruento ataque de un ejército musulmán, corrían tiempos convulsos en Sierra de las Nieves. Con esta historia que figura en el escudo y heráldica del municipio serrano.
El escudo de este pueblo representa esta escena, en el  se observa a María Sagredo  tirando desde encima de un torreón unas colmenas de abejas, las cuales lanzó   a los moriscos, ya que estos querían tomar la villa la cual solo estaba ocupada por mujeres, niños y ancianos.

## Personas destacadas
En Alozaina nacieron el doctor Ramírez, que llegó a ser presidente de la República Argentina; Diego Marín Sepúlveda, que fue presidente nacional del sindicato de Comunicaciones, Corcho y Vidrio; José Aguilar Rojas, primer director y Francisco Sánchez (maestro), fundadores de la Banda de Música más antigua de la provincia de Málaga, Pepe Bravo creador de una fundación en Alozaina. Además de la bailaora Rita Ortega Feria, hermana de la “señá Gabriela”, madre de los toreros “Gallo”; así como María Sagredo, heroína de Alozaina, nombrada alférez de los tercios españoles y heredera por su valentía de unas haciendas moriscas en Jorox, recibidas en su casamiento. El escudo representa la acción de María Sagredo, quien defendió la villa frente a los moriscos, arrojándoles colmenas de abejas, cuando estos intentaban tomarla durante la rebelión de 1570, en un momento en que estaba ocupada solo por mujeres, niños y ancianos.